# Ciudadela de Celestino Solar
La Ciudadela de Celestino Solar, en Gijón, se edificó en el año 1877 por Celestino González Solar, en un lugar conocido entonces como La Garita y que hoy se encuentra dentro de una manzana de edificios conocida como el Martillo de Capua. Esta ciudadela, formada por 23 casas, fue una de las doscientas agrupaciones de viviendas obreras de este tipo que hubo en Gijón y se ha conservado en buena parte porque estuvo habitada hasta finales del siglo XX y, en 2003, fue rehabilitada por el Ayuntamiento de Gijón. En 2018 se reabre totalmente reacondicionada, bajo la gestión del Museo del Ferrocarril de Asturias, estando incluida en la red municipal de museos del concejo.

## Historia

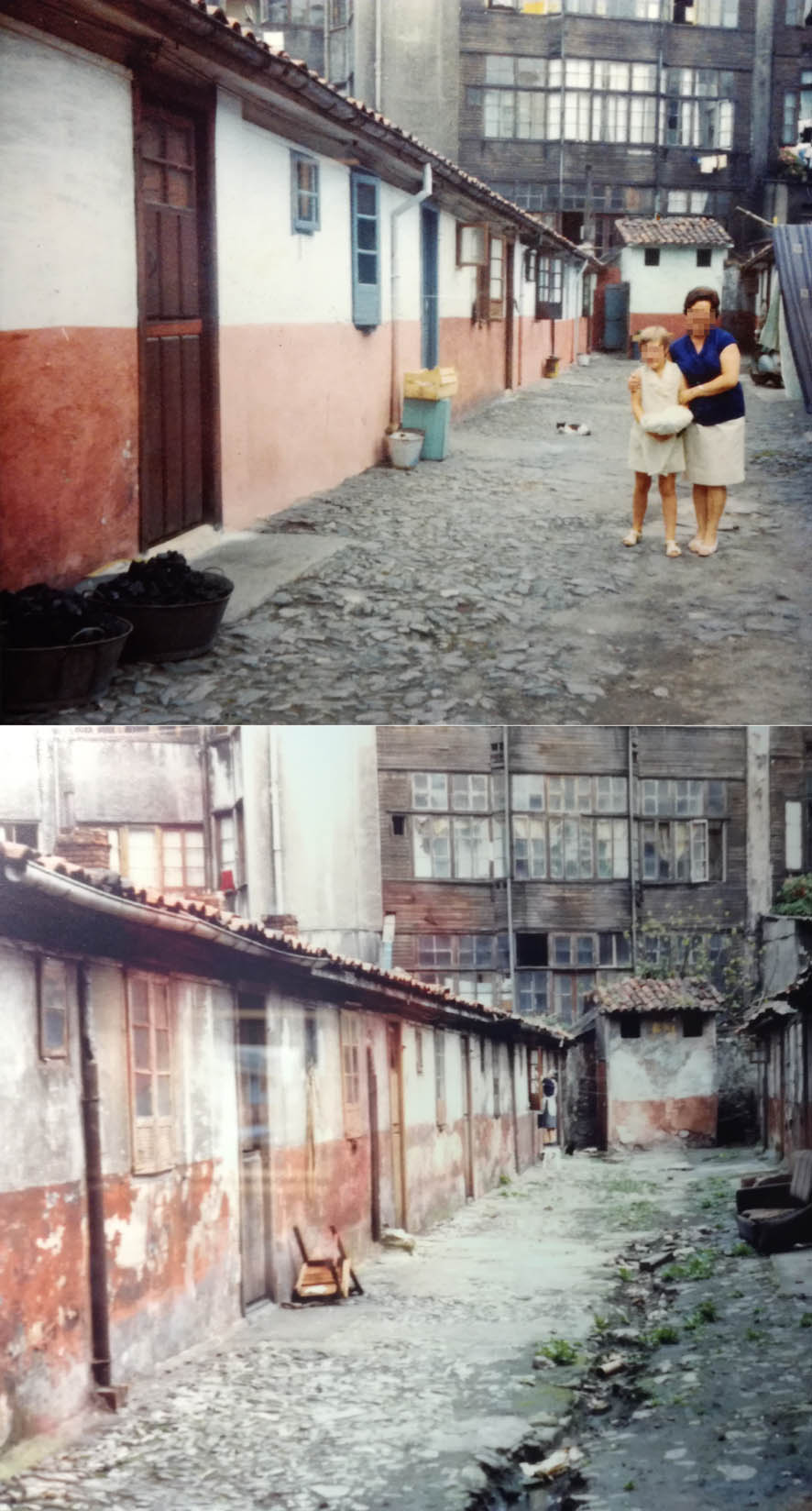
Comparativa entre la década de 1960 y 1980.

La ciudadela fue edificada en el patio interior de la manzana del Martillo de Capua, proyectada por el plan de ensanche de Gijón en 1867. Celestino González Solar, un indiano que retornó de Cuba con cierta fortuna, compró en 1877 la parcela a Rafael González-Posada y Busto, destacado republicano local, y de María Álvarez Acevedo. El mismo año edificó las veinticuatro casas de ladrillo y madera para trabajadores gijoneses poco pudientes. Al morir Celestino en diciembre de 1882 el testamento dejó la propiedad a sus dos hijas: María de las Nieves y Celestina que, al ser menores, fueron tuteladas por su madre Vicenta Faes Martínez y por José Antonio Muñiz. En el año 1907 los dueños del terreno y casas son Vicenta Faes Martínez, su hija María de las Nieves González Faes, que ya estaba casada con Ángel Tuya Valdés, y su otra hija Celestina González Faes, ya mayor de edad. Con el paso de los años el terreno pasó a ser propiedad de una empresa inmobiliaria local.
En los primeros años fue llamada Ciudadela de la Garita y luego a lo largo del siglo XX se la conoció como Ciudadela de Manuel González Solar, Ciudadela de Solar, Ciudadela de Capua, de Celestino González Solar, de herederos de Solar... hasta que a partir de 1930 una placa, situada a la entrada del callejón, la tituló definitivamente como Ciudadela de Celestino Solar.
La ciudadela, cuya población censada nunca bajó de las cien personas, estuvo en funcionamiento nada menos que 110 años hasta que, muy degradada y ya sin habitantes, fue clausurado el acceso al callejón con una verja colocada en el año 1987.

## Museo
En el año 2000 el Ayuntamiento de Gijón asumió la propiedad del terreno y, tras las intervenciones tendentes a acondicionar el terreno y rehabilitar alguna de las casitas, la ciudadela fue abierta como espacio etnográfico para preservar la memoria del hábitat obrero en Gijón. Seguía un proyecto del arquitecto Luis Estébanez Garrido que comprendió la urbanización del patio, la recreación de los volúmenes de una parte de las antiguas casas y la creación de una zona ajardinada. Abrió en abril de 2003. El sitio ocupa una parcela 1649 metros cuadrados con una superficie construida de 277 metros.

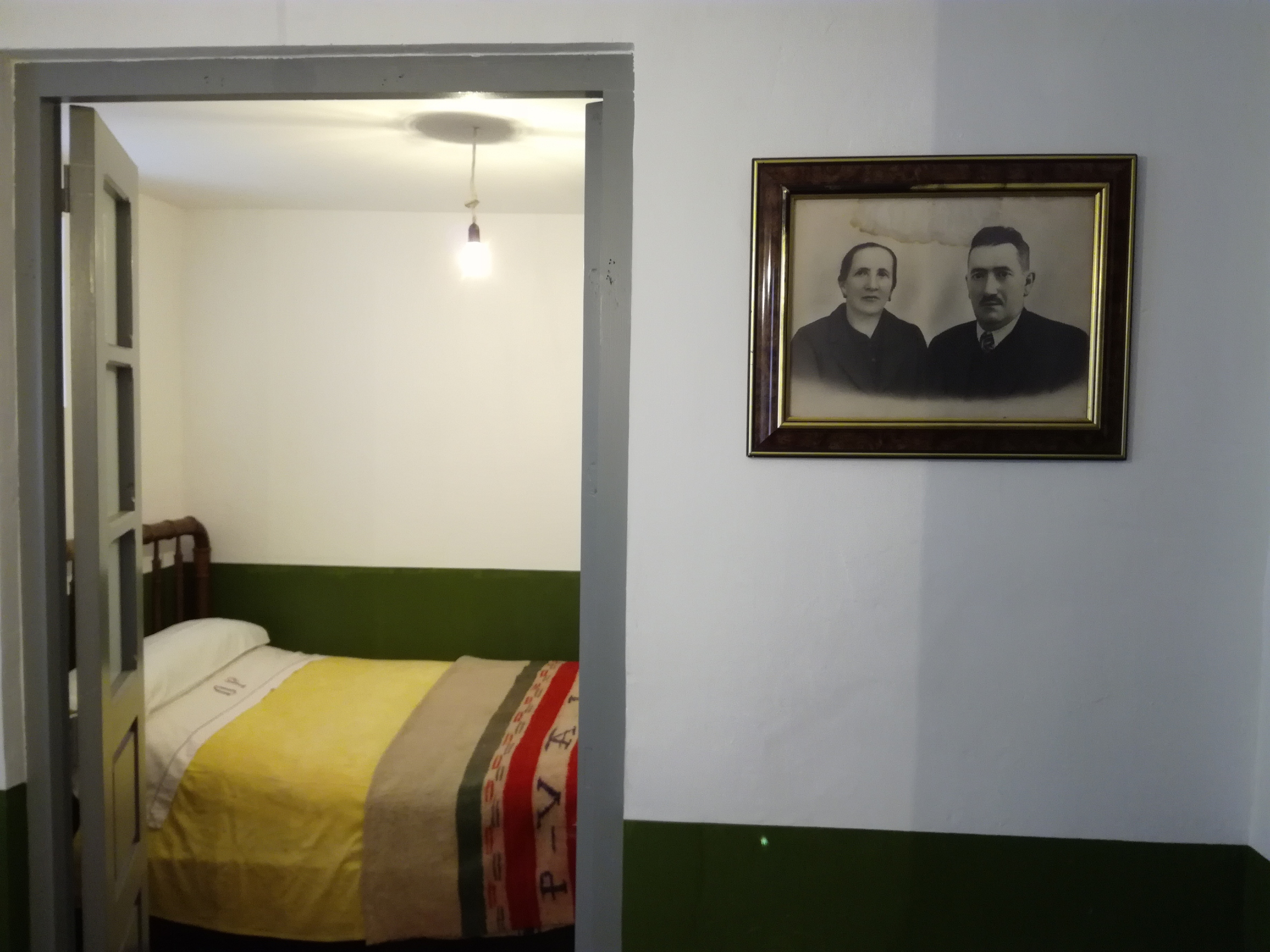
Recreación de una vivienda.

En 2016 y 2017, permaneció unos meses cerrada mientras se realizaban importantes obras de reparación y mejora del recinto y las edificaciones. Por otra parte, se rediseñó enteramente la museografía del espacio, con nuevos contenidos en sus exposiciones permanente y temporal, a las que se une, como gran novedad, una cuidadísima recreación de una vivienda obrera, todo ello a la luz de nuevas investigaciones. Estas tareas se llevaron a cabo bajo la gestión del Museo del Ferrocarril de Asturias dirigido por Javier Fernández López. Finalmente fue abierta de nuevo al público el 26 de enero de 2018. El diseño museográfico y difusión ha corrido a cargo de Paz García Quirós. Por otra parte, la historiadora Nuria Vila responsable de la investigación histórica que ha servido de base a los trabajos, ha formado un archivo sonoro, de gran importancia social, con entrevistas con antiguos residentes en este patio de la calle de Capua.

### Itinerario

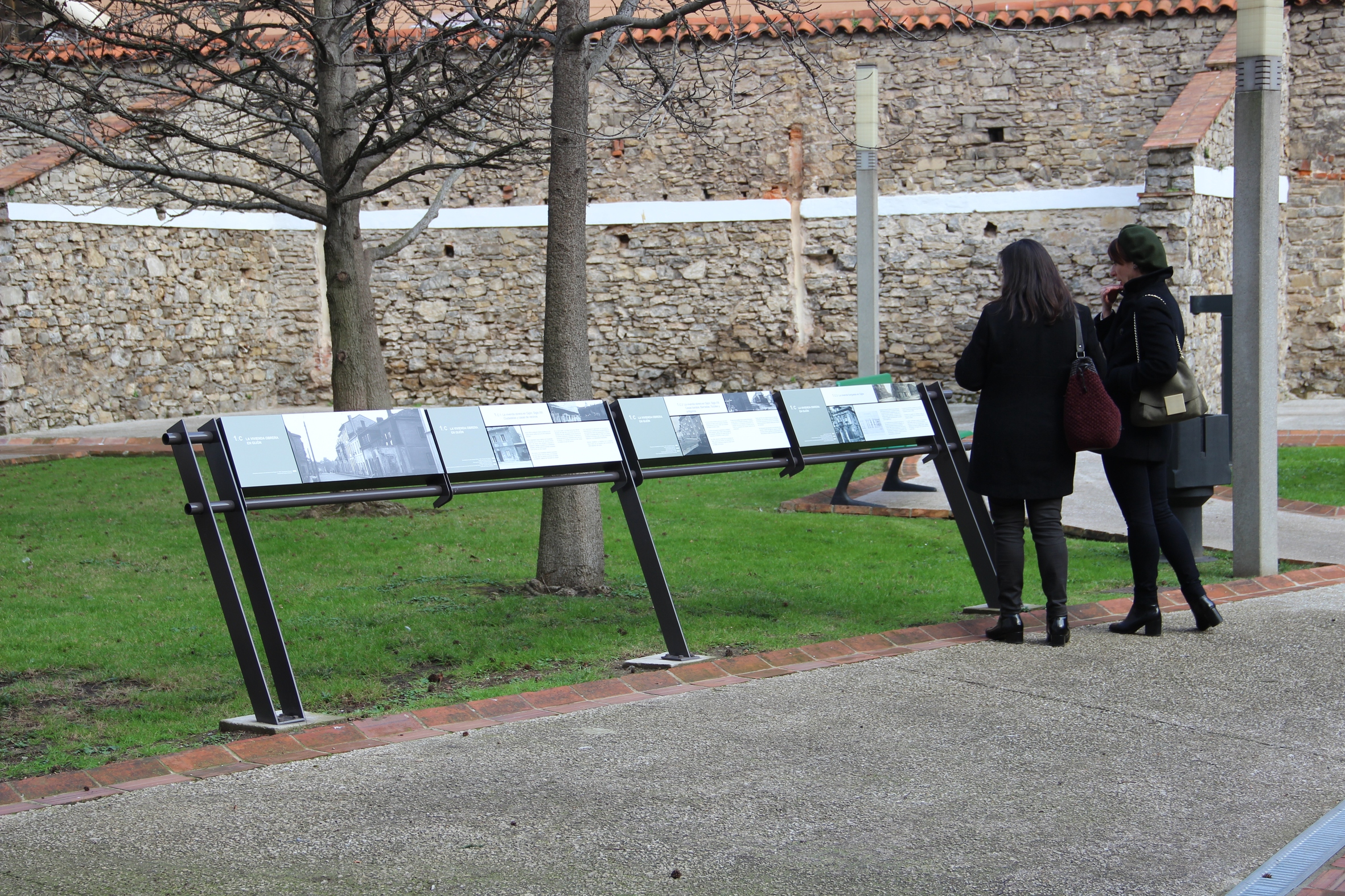
Patio y paneles explicativos

La visita a la ciudadela se organiza en dos áreas: el patio pequeño y el patio grande. La organización detallada actual del espacio es la siguiente:
- Pasillo de entrada con diferentes dibujos de gran formato de espacios representativos de la ciudadela, desde el pasillo de entrada hasta el interior de una de las casas, realizados por el dibujante Neto.
- Patio grande, donde se puede ver una plaza ajardinada donde se conservan los muros de las casas y restos del suelo original de las antiguas cocinas. Se le ha dotado de paneles de contextualización de la ciudadela en el marco general de la industrialización asturiana y gijonesa y en el específico de la vivienda obrera.
- Exposiciones temporales, con dos salas destinadas a exposiciones temporales, En 2018 se ha instalado una muestra sobre la vivienda obrera en Asturias, comisariada por las especialistas en vivienda obrera en Asturias Nuría Vila Álvarez y María Fernanda Fernández Gutiérrez.
- Segunda casa del patio pequeño, presenta una exposición permanente con un resumen de la historia de la propia Ciudadela, incluyendo un audiovisual realizado gracias a la familia Rúa Martínez, antiguos habitantes de la ciudadela.
- En la primera casa del patio pequeño, se ha recreado el interior y exterior de una de las viviendas, en el estado que presentaba hacia los años cincuenta del siglo XX. Ha implicado la reconstrucción de la propia vivienda y la dotación completa de mobiliario de época y ajuar.

Con la ciudadela de Celestino Solar se completa un circuito sobre la historia económica, social e industrial de Asturias de más de 125 años. Un itinerario que se inicia en el Museo del Pueblo de Asturias, sigue en el Museo del Ferrocarril de Asturias y finaliza en este museo de sitio, ejemplo de vida urbana de la clase obrera.

## Descripción
El acceso a la ciudadela se realizaba por un callejón que conducía directamente a una pared de la primera casa, por lo que el conjunto quedaba oculto a quien pasase por la calle Capua. Se componía de 24 casas dispuestas en cuatro hileras, cuatro retretes comunes y un pozo. Un expediente municipal realizado en 1890 con motivo de una inspección menciona también un lavadero, pero su localización no ha podido ser localizada. Entre las dos hileras situadas a la derecha de la entrada se formaba un pasillo denominado «patio pequeño» por el vecindario. Entre las otras dos, situadas a la izquierda de la entrada, se formaba un espacio de mayor tamaño conocido como «patio grande». No había comunicación entre ambos patios desde el interior de la ciudadela. Las viviendas tenían una superficie de entre 38 y 28 m². Contaban con dos dormitorios, cocina, y salita. En esta última habitación, que comunicaba todos los cuartos de la casa, se encontraba la única ventana.

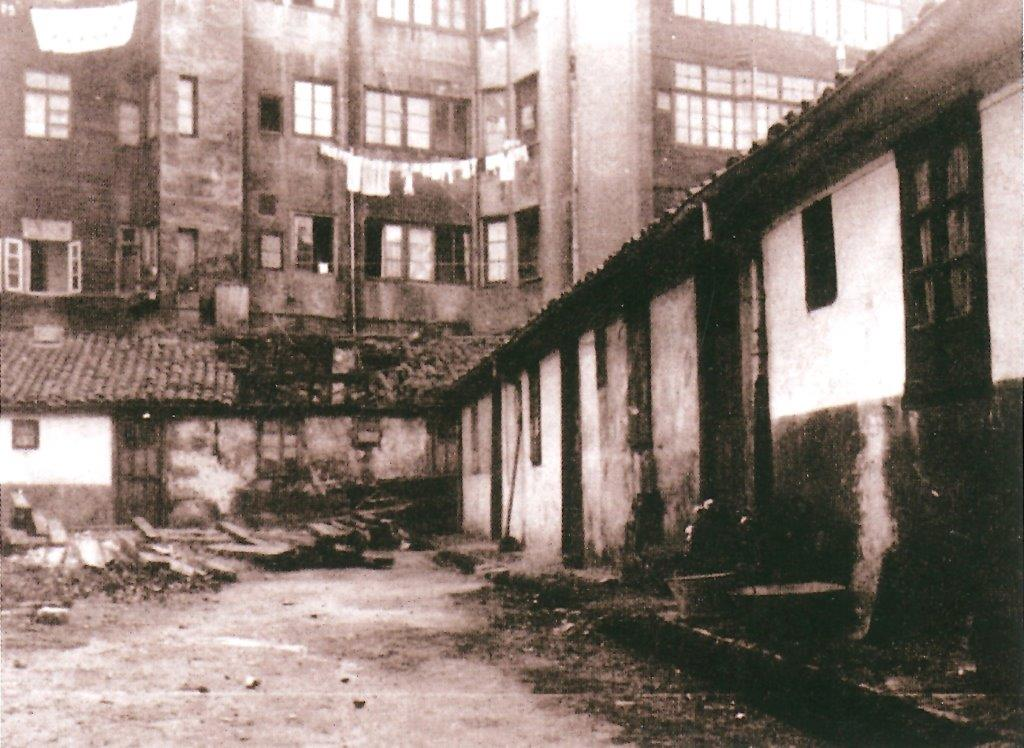
Vista de la Ciudadela de Celestino Solar en los años 1970
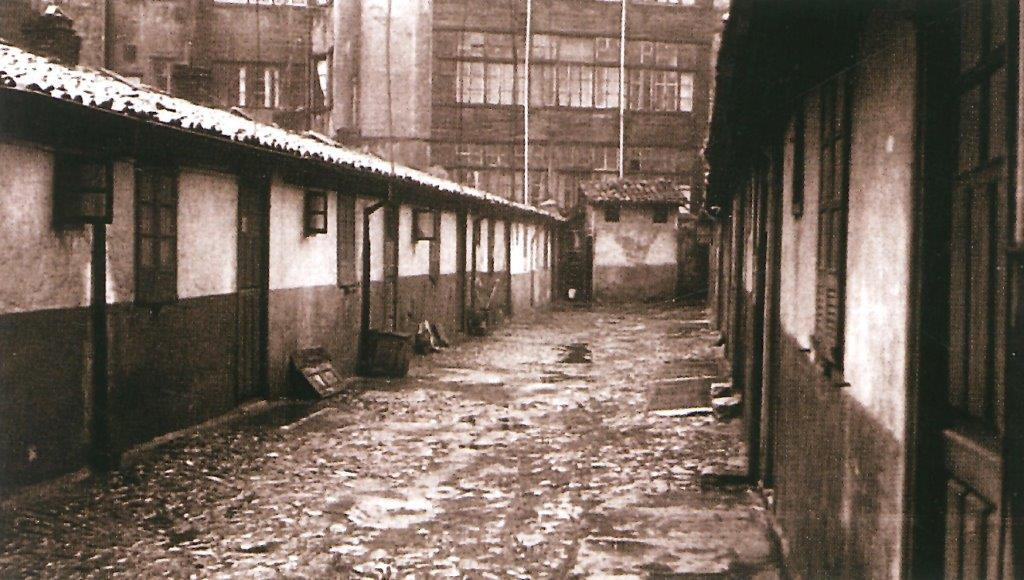
Ciudadela de Celestino Solar en los 1970